# Goera recta
Goera recta là một loài trong họ Goeridae.
Chúng phân bố ở miền Ấn Độ - Mã Lai.